# Dillsläktet
Dillsläktet (Anethum) är ett släkte inom familjen flockblommiga växter. Det råder delade meningar om antalet arter, som i litteraturen varierar. De förekommer i Europa och Asien. Dill (A. graveolens) är en känd kryddväxt.

## Arter
Plants of the World Online och World Flora Online listar endast två accepterade arter i släktet, A. graveolens och A. theurkauffii. Catalogue of Life listar sex arter:
- Anethum fennanei (synonym Pseudoridolfia fennanei)
- Anethum foeniculoides (synonym Schoenoselinum foeniculoides)
- Anethum graveolens (dill)
- Anethum ridolfia (synonym Ridolfia segetum)
- Anethum sanguineum (synonym Foeniculum sanguineum)
- Anethum theurkauffii